# Sachi Mochida
Sachi Mochida –en japonés, 持田早智, Mochida Sachi– (19 de julio de 1999) es una deportista japonesa que compite en natación.
Ganó una medalla de plata en el Campeonato Pan-Pacífico de Natación de 2018, en la prueba de 200 m mariposa. Participó en los Juegos Olímpicos de Río de Janeiro 2016, ocupando el octavo lugar en la prueba de 4 × 100 m estilos.

## Palmarés internacional
| Campeonato Pan-Pacífico | Campeonato Pan-Pacífico | Campeonato Pan-Pacífico | Campeonato Pan-Pacífico |
| Año                     | Lugar                   | Medalla                 | Prueba                  |
| ----------------------- | ----------------------- | ----------------------- | ----------------------- |
| 2018                    | Tokio (Japón)           | Medalla de plata        | 200 m mariposa          |